# Peitica-de-chapéu-preto
Tirano-de-barrete ou peitica-de-chapéu-preto (Griseotyrannus aurantioatrocristatus) é uma espécie de ave da família Tyrannidae. A espécie estava anteriormente classificada no género Empidonomus com a peitica, mas é agora considerada como espécie monotípica no género Griseotyrannus.
Pode ser encontrada nos seguintes países: Argentina, Bolívia, Brasil, Colômbia, Equador, Paraguai, Peru, Uruguai e Venezuela.
Os seus habitats naturais são: florestas secas tropicais ou subtropicais e florestas subtropicais ou tropicais húmidas de baixa altitude.